# Lucas Maia
Lucas Jaques Varone Maia (ur. 23 lutego 1993 w Porto Alegre) – brazylijski piłkarz występujący na pozycji środkowego lub bocznego obrońcy, od 2024 roku zawodnik Paysandu.